# 쿨피스
쿨피스는 동원F&B에서 만들어서 파는 음료 중에 하나이다. 1980년에 해태유업에서 출시하여 생산했지만 2006년부터 동원F&B에 인수합병된 뒤에 동원F&B에서 현재까지 파는 음료이다.

## 특징
쿨피스는 유당의 성분과 설탕, 합성착향료를 섞어서 만든 음료이다. 우유팩과 같이 종이로 나온 제품과 캔으로 만든 음료의 제품이 모두 같이 출시되고 있다. 식감은 우유와 상당히 비슷한데 이는 우유에 들어가는 혼합분유가 쿨피스에도 똑같이 들어가기 때문이다. 단가가 저렴하단 장점이 있으며 쿨피스를 화채, 디저트나 떡볶이, 불닭과 같은 매운 음식과도 같이 먹을 수가 있는 음료가 된다. 빙그레에서 생산하는 쥬시쿨과는 경쟁관계에 있는 제품이다.

## 맛
쿨피스에는 다음과 같은 맛들이 존재한다. 총 4가지의 맛이 존재한다.
▪︎ 자두맛
- 사과맛
- 복숭아맛
- 파인애플맛
- 딸기맛

## 같이 보기
- 동원F&B
- 음료수